# Joseph Simmons
Joseph Ward Simmons, également connu sous Rev Run ou DJ Run, né le 14 novembre 1964 dans le Queens, New York, est un rappeur, disc jockey, producteur et pasteur pentecôtiste américain.  
Il est l'un des membres fondateurs, avec Darryl McDaniels alias D.M.C., du groupe de hip-hop Run–D.M.C. et le plus jeune frère de Danny « Kole » Simmons et de Russell « Russ » Simmons, le cofondateur de Def Jam. 

## Biographie
Simmons est né dans le quartier du Queens, à New York. Il lance sa carrière musicale dans les années 1980 en tant que membre du groupe Run-DMC sous le surnom de Run ; le groupe se sépare en 2002. Il choisit ensuite le surnom de Rev. Run après avoir été ordonné pasteur pentecôtiste  par E. Bernard Jordan, son mentor spirituel. Jordan le nomme aussi pour le prix de Protege of the Year Award en 2004. En 2002, il participe à l'édition spéciale Rap Stars de l'émission de télévision américaine The Weakest Link.
Run publie son premier album solo album, Distortion le 18 octobre 2005 qui atteint la 78e place des Billboard RnB Albums. Le premier single extrait de l'album, Mind on the Road, est inclus dans la bande-son du jeu vidéo Madden NFL 06 publié par EA Sports. Mind on the Road sample la chanson I Love Rock 'n' Roll du groupe britannique Arrows. En parallèle, Rev Run participe à la série de téléréalité Run's House sur MTV entre 2005 et 2009.
En 2007, il participe avec son fils au My Super Sweet 16 de Diggy Simmons. En 2008, Simmons et son épouse Justine s'associent avec Kool-Aid et une organisation locale à but non-lucrative appelée KaBOOM!.

## Vie privée
Simmons épouse Justine Jones le 25 juin 1994,. Avec elle, il devient père de Daniel « Diggy » Simmons II, Russell « Russy » Simmons III, et Victoria Anne Simmons. Victoria pèse 4 livres, soit 1,8 kilos, à la naissance après une césarienne. Elle décède peu après sa naissance le 26 septembre 2006, à cause d'une malformation physique, .
La famille Simmons réside à Saddle River, dans le New Jersey dans un six pièce estimé à $5,5 millions en 2007.

## Discographie

### Album studio
- 2005 : Distortion

### Albums avecRun–DMC
- 1984 : Run–DMC
- 1985 : King of Rock
- 1986 : Raising Hell
- 1988 : Tougher than Leather
- 1990 : Back from Hell
- 1993 : Down with the King
- 2001 : Crown Royal